# Kanton Casinca-Furnalto
Casinca-Fumalto is een kanton van het Franse departement Haute-Corse. Het kanton maakt deel uit van het arrondissement Corte. In 2021 telde het 12.946 inwoners.
Het kanton werd gevormd ingevolge het decreet van 26 februari 2014, met uitwerking op 22 maart 2015, met Penta-di-Casinca als hoofdplaats.

## Gemeenten
Het kanton omvat de volgende 25 gemeenten:
- Casabianca
- Casalta
- Castellare-di-Casinca
- Croce
- Ficaja
- Giocatojo
- Loreto-di-Casinca
- Penta-di-Casinca
- Pero-Casevecchie
- Piano
- Poggio-Marinaccio
- Polveroso
- Porri
- La Porta
- Pruno
- Quercitello
- Scata
- Silvareccio
- Sorbo-Ocagnano
- San-Damiano
- San-Gavino-d'Ampugnani
- Taglio-Isolaccio
- Talasani
- Venzolasca
- Vescovato